# Fabio Chiarodia
Fabio Cristian Chiarodia (Oldenburg, 5 giugno 2005) è un calciatore italiano con cittadinanza tedesca, difensore del Borussia M'gladbach e della nazionale under-20 italiana.

## Biografia
È nato a Oldenburg, in Germania, da genitori italiani, originari di Cinto Caomaggiore, che si erano trasferiti nella città per motivi di lavoro, aprendo in seguito una gelateria nel centro storico della città.
Ha una sorella e un fratello maggiori, Nicole e Alex: il secondo ha giocato a calcio nelle leghe amatoriali tedesche.
Durante i suoi primi allenamenti con la prima squadra al Werder Brema, è stato soprannominato Das Küken (letteralmente, "il pulcino") dal capitano Marco Friedl, per via del suo carattere e della sua precocità.

## Caratteristiche tecniche
È un difensore centrale, capace di giocare sia in una difesa a quattro, sia in una a tre; è impiegabile anche come terzino sinistro e destro o da mediano. Ambidestro, è dotato di buone doti fisiche e tecniche, e risulta particolarmente abile negli anticipi e nell'impostazione del gioco.

## Carriera

### Club
Chiarodia inizia a giocare nella squadra di calcio locale, prima di entrare a far parte del settore giovanile del Werder Brema nel 2014. Nell'ottobre del 2021, a sedici anni, firma il suo primo contratto da professionista con la società bianco-verde.
Il 10 dicembre seguente, il difensore debutta fra i professionisti, sostituendo Felix Agu nei minuti finali della partita di campionato contro il Jahn Ratisbona, vinto per 3-2. A 16 anni e 188 giorni, diventa così il più giovane esordiente nella storia del Werder, nonché il secondo più giovane nella storia della 2. Bundesliga, dietro soltanto a Efe-Kaan Sihlaroglu (che aveva esordito a 16 anni e 142 giorni).
Il 19 ottobre 2022, Chiarodia debutta anche in coppa nazionale, prendendo il posto di Niklas Schmidt al 73º minuto dell'incontro dei preliminari contro il Paderborn, poi perso ai rigori dalla sua squadra. Infine, tre giorni dopo, il difensore fa il suo esordio anche in Bundesliga, subentrando nei minuti finali della partita contro il Friburgo: a 17 anni, quattro mesi e 17 giorni, diventa il più giovane debuttante del Werder nella massima serie tedesca. Il 17 marzo 2023, gioca la sua prima partita da titolare nell'incontro di campionato con il Borussia M'gladbach, conclusosi con un pareggio per 2-2: nell'occasione, a 17 anni, 9 mesi e 12 giorni, diventa il più giovane giocatore del club di Brema ad essere mai partito dal primo minuto in una partita di Bundesliga, battendo il precedente record di Nick Woltemade.
Il 28 giugno 2023, Chiarodia passa a titolo definitivo al Borussia M'gladbach, in Bundesliga, con cui firma un contratto quadriennale. Debutta con il club l'11 agosto seguente, subentrando a Franck Honorat al 72º minuto dell'incontro di coppa nazionale in casa del Bersenbrück, vinto per 7-0.
Il 3 maggio 2025, segna la sua prima rete fra i professionisti, aprendo le marcature nell'incontro di campionato con l'Hoffenheim, poi conclusosi sul 4-4.

### Nazionale

#### Nazionali giovanili
Date le sue origini, Chiarodia ha potuto scegliere di rappresentare sia la Germania (suo Paese natale), sia l'Italia (di cui sono originari entrambi i genitori) negli incontri internazionali.
Pur avendo inizialmente partecipato a raduni con la nazionale Under-15 tedesca, il difensore ha in seguito deciso di vestire la maglia azzurra, giocando per le nazionali Under-15, Under-17 e Under-19.
Nel maggio del 2022, è stato incluso dal selezionatore Bernardo Corradi nella rosa italiana che ha preso parte agli Europei Under-17 in Israele, in cui gli Azzurrini hanno raggiunto i quarti di finale, prima di essere eliminati dai Paesi Bassi.
Nel giugno del 2023, è stato convocato dal selezionatore Alberto Bollini per gli Europei Under-19 a Malta; qui, ha contribuito alla vittoria del secondo titolo di categoria da parte degli Azzurrini.

#### Nazionale maggiore
Nel dicembre del 2022, è stato convocato dal CT della nazionale maggiore italiana, Roberto Mancini, in vista di uno stage riservato ai migliori giovani talenti di interesse nazionale.

## Statistiche

### Presenze e reti nei club
Statistiche aggiornate al 10 maggio 2025.
| Stagione                      | Squadra                       | Campionato                    | Campionato | Campionato | Coppe nazionali | Coppe nazionali | Coppe nazionali | Coppe continentali | Coppe continentali | Coppe continentali | Altre coppe | Altre coppe | Altre coppe | Totale | Totale |
| Stagione                      | Squadra                       | Comp                          | Pres       | Reti       | Comp            | Pres            | Reti            | Comp               | Pres               | Reti               | Comp        | Pres        | Reti        | Pres   | Reti   |
| ----------------------------- | ----------------------------- | ----------------------------- | ---------- | ---------- | --------------- | --------------- | --------------- | ------------------ | ------------------ | ------------------ | ----------- | ----------- | ----------- | ------ | ------ |
| 2021-2022                     | Werder Brema                  | 2.BL                          | 1          | 0          | CG              | 0               | 0               | -                  | -                  | -                  | -           | -           | -           | 1      | 0      |
| 2022-2023                     | Werder Brema                  | BL                            | 3          | 0          | CG              | 1               | 0               | -                  | -                  | -                  | -           | -           | -           | 4      | 0      |
| Totale Werder Brema           | Totale Werder Brema           | Totale Werder Brema           | 4          | 0          |                 | 1               | 0               |                    | -                  | -                  |             | -           | -           | 5      | 0      |
| 2023-2024                     | Borussia M'gladbach II        | RL                            | 12         | 0          | -               | -               | -               | -                  | -                  | -                  | -           | -           | -           | 12     | 0      |
| 2024-2025                     | Borussia M'gladbach II        | RL                            | 5          | 0          | -               | -               | -               | -                  | -                  | -                  | PLIC        | 1           | 0           | 6      | 0      |
| Totale Borussia M'gladbach II | Totale Borussia M'gladbach II | Totale Borussia M'gladbach II | 17         | 0          |                 | -               | -               |                    | -                  | -                  |             | 1           | 0           | 18     | 0      |
| 2023-2024                     | Borussia M'gladbach           | BL                            | 7          | 0          | CG              | 3               | 0               | -                  | -                  | -                  | -           | -           | -           | 10     | 0      |
| 2024-2025                     | Borussia M'gladbach           | BL                            | 16         | 1          | CG              | 1               | 0               | -                  | -                  | -                  | -           | -           | -           | 17     | 1      |
| Totale Borussia M'gladbach    | Totale Borussia M'gladbach    | Totale Borussia M'gladbach    | 23         | 1          |                 | 4               | 0               |                    | -                  | -                  |             |             |             | 27     | 1      |
| Totale carriera               | Totale carriera               | Totale carriera               | 44         | 1          |                 | 5               | 0               |                    | -                  | -                  |             | 1           | 0           | 50     | 1      |

## Palmarès

### Nazionale
- Campionato europeo Under-19: 1

Malta 2023